# Секалу-де-Педуре
Секалу-де-Педуре (рум. Săcalu de Pădure) — село у повіті Муреш в Румунії. Входить до складу комуни Бринковенешть.
Село розташоване на відстані 292 км на північ від Бухареста, 39 км на північ від Тиргу-Муреша, 85 км на схід від Клуж-Напоки.

## Населення
За даними перепису населення 2002 року у селі проживали 406 осіб. Рідною мовою 401 особа (98,8%) назвала румунську.
Національний склад населення села:
| Національність | Кількість осіб | Відсоток |
| -------------- | -------------- | -------- |
| румуни         | 394            | 97,0%    |
| цигани         | 8              | 2,0%     |